# El Güere
El Güere es una población del Municipio Santa Rita en el estado Zulia (Venezuela). Pertenece a la Parroquia El Mene.

## Ubicación
Se encuentra en la carretera Pedro Lucas Urribarrí a orillas del Lago de Maracaibo (al oeste del Güere), con  Puerto Escondido al norte, una sabana al este y El Mene al sur.

## Zona residencial
El Güere es una población conocida por sus restaurantes a la orilla del lago, rodeada de manglares y lagunas, no tiene muelle pesquero, pero si una fábrica de ladrillos.

## Vialidad y transporte
La calle principal es la Av Pedro Lucas Urribarrí que atraviesa el pueblo, la única calle adicional es la que lleva a la fábrica de bloques.